# Laczkó Aranka

Laczkó Aranka (Kassa, 1861. november 16. – Budapest, 1953. július 19.) színésznő. 

## Pályafutása
Apja, Laczkó Gergely a kolozsvári színház karnagya volt, anyja, Katanovics Terézia színésznő volt. Színészi pályafutását 1876-ban kezdte Völgyi György színtársulatában. A következő húsz évben számos társulatnál megfordult, de mindegyiknél rövid ideig játszott. 1896-ban Megyeri Dezső Kolozsvárra szerződtette, és itt is maradt egészen 1929-ben bekövetkezett nyugdíjazásáig. Ezután Budapestre költözött, ahol néhány fellépése volt a Vígszínházban, illetve a Magyar Színházban.
Pázmándy Géza birtokostól született fia Laczkó Géza író, újságíró.
Kezdetben drámai szende, utóbb anyaszerepeket játszott fiatal kora ellenére. Janovics Jenő szerint: „A színházat szolgálta alázatos hűséggel, szívének minden dobbanásával, idegszálának minden rezdülésével. […] Nem vívta a csillagokat művészetével, nem lángolt a tehetsége, de kivételes értéke volt az összjátékának, mert a rábízott feladatot mindig hibátlanul, pontosan, halálos megbízhatósággal végezte. Rendkívüli értelmessége, csalhatatlan érzéke, ízlése, nagy színpadi rutinja a legkomplikáltabb és legkényesebb színházi helyzeten is átsegítette.”
Barátságban volt Jászai Marival, aki kolozsvári szereplései során Laczkó Aranka Búza utcai házában szokott megszállni.

## Színpadi szerepei
- Bátki Tercsi (Tóth Ede: A falu rossza)
- Portia (Shakespeare: A velencei kalmár)
- Éva (Madách: Az ember tragédiája)
- Athalie (Jókai: Az aranyember)
- Aase anyó (Ibsen: Peer Gynt)
- Sodróné (Csepreghy Ferenc: Cifra nyomorúság)
- Beatrix (Molnár Ferenc: A hattyú)
- Themis (Victor Eftimiu: Prometheus)
- Catherine (Strindberg: Mámor)
- Csangné (Klabund(wd): Krétakör)
- Liszt Ferenc édesanyja (Bárd Oszkár: Liszt Ferenc első szerelme)
- Hortense (Maeterlinck: Szent Antal csodája)
- Alvingné (Ibsen: Kísértetek)
- Johanna anyja (Heijermans(wd): Remény)
- Özvegy Vasváriné (Szigligeti: A csikós)
- Gyurkovicsné (Herczeg: A Gyurkovics lányok)
- Emilia (Shakespeare: Othello)
- Katrine, a kereskedő testvére (Hauptmann: Téli ballada)
- Sotenvillene (Molière: Dandin György)
- Szerémi grófnő (Csiky Gergely: A nagymama)
- Rebeka (Szigligeti: A cigány)
- Pernelle, Orgon anyja (Molière: Tartuffe)
- Leona (Jókai: Kárpáthy Zoltán)
- Teréz néni (Jókai: Egy magyar nábob)
- Terézia (Jókai: Az aranyember)
- Gabriella (Henry Bataille: A balga szűz)
- Tóthné (Mikszáth-Harsányi: A Noszty fiú esete Tóth Marival)
- Szomszédasszony (Omnia vincit amor)
- Dobbe mama (Heijermans: Lotte)
- Gáborné (Wedekind: A tavasz ébredése)
- Gertrudis (Katona József: Bánk bán)[9]
- Élektra (Szophoklész: Élektra)
- Blanda királyné (Dóczy Lajos: A csók)
- Margit királynő (Shakespeare: III. Richárd)
- Gauthier Margit (Dumas: A kaméliás hölgy)
- Claire (Ohnet: A vasgyáros)

## Filmjei
- Éjféli találkozás (1915)
- A börzekirály (1915)
- Cox és Box (1915) - Madame Bouncer, a lakásadó
- Leányfurfang (1915)
- Havasi Magdolna (1915) – Mariora
- Liliomfi (1915) – Emerencia
- Tetemrehívás (1915) - Falusi asszony
- Ártatlan vagyok! (1916) – Fogadósné
- A peleskei nótárius (1916)
- Mesék az írógépről (1916)
- Fehér éjszakák (1916) – Szergiusz anyja
- A gyónás szentsége (1916)
- A kétszívű férfi (1916)
- Méltóságos rabasszony (1916)
- Vergődő szívek (1916) – Bánky Endre anyja
- Soha többé...mindörökké! (1916)
- A szobalány (1916)
- Baccarat (1917) – Isabelle Lebourg bárónő
- Ciklámen (1917)
- A megbélyegzett (1917) – Nagymama
- A névtelen asszony (1917) – Varrenné
- A szerzetes (1917) - Márkiné
- A vén bakancsos és fia, a huszár (1917) – Fórisné
- A csikós (1917)
- A tanítónő (1917) – Nagyasszony
- Tisztítótűz (1918) – André Cordelier anyja
- Akik életet cseréltek (1918) – Gazdasszony
- A legszebb kaland (1918)
- A medikus (1918)
- A métely (1918) – A beteg anyja
- Palika (1918) – Palika anyja
- Az örök titok (1938) – Blanchardné